# Шантелуп (Де Севр)
Шантелуп (фр. Chanteloup) насеље је и општина у западној Француској у региону Поату-Шарант, у департману Де Севр која припада префектури Партне.
По подацима из 2011. године у општини је живело 994 становника, а густина насељености је износила 48,0 становника/km². Општина се простире на површини од 20,71 km². Налази се на средњој надморској висини од 235 метара (максималној 232 m, а минималној 152 m).

## Демографија
| 1962. | 1968. | 1975. | 1982. | 1990. | 1999. | 2011. |
| ----- | ----- | ----- | ----- | ----- | ----- | ----- |
| 792   | 868   | 815   | 853   | 910   | 898   | 994   |

График промене броја становника у току последњих година